# Атаманы Кубанского казачьего войска

## Черноморское войско
- 31.01.1788 — 18.06.1788 — Белый, Сидор Игнатьевич, армии подполковник, кошевой атаман «войска верных казаков».
- 03.07.1788 — 14.01.1797 — Чепега, Захарий Алексеевич, армии бригадир, кошевой атаман войска верных казаков Черноморских.
  - 21.01.1797 — 29.01.1797 — Головатый, Антон Андреевич, армии бригадир, войсковой судья и впоследствии кошевой атаман Черноморского войска. Один из главных инициаторов воссоздания Черноморского казачьего войска взамен Запорожской сечи. Кошевым атаманом Черноморского войска фактически собственно не был; смерть его похитила прежде, чем он успел получить весть об избрании и утверждении его атаманом. 21 марта 1797 года рескриптом императора Павла I А. А. Головатый, более месяца уже лежавший в могиле, был утверждён в этом звании.
- 27.06.1797 — 15.11.1799 — Котляревский, Тимофей Терентьевич, генерал-майор, войсковой атаман Черноморского казачьего войска.
- 22.12.1799 — 23.03.1816 — Бурсак, Фёдор Яковлевич, генерал-майор, войсковой атаман Черноморского казачьего войска.
- 23.03.1816 — 18.01.1827 — Матвеев, Григорий Кондратьевич, полковник, войсковой атаман Черноморского казачьего войска.
- 27.01.1827 — 11.11.1830 — Безкровный, Алексей Данилович, генерал-майор, войсковой атаман (с 02.08.1827 — наказный атаман) Черноморского казачьего войска.
- 11.11.1830 — 09.11.1853 — Завадовский, Николай Степанович, генерал майор (с 06.12.1840 — генерал-лейтенант, с 26.11.1852 — генерал от кавалерии), исправляющий должность наказного атамана (с 25.09.1837 — наказный атаман) Черноморского казачьего войска и с 01.01.1848 — командующий войсками на Кавказской линии и в Черномории.
  - 26.11.1842 — 01.10.1852 — Рашпиль, Григорий Антонович, генерал-лейтенант, начальник войскового штаба, исправляющий должность наказного атамана Черноморского казачьего войска (по другим данным, 26 нояб. 1842 или 8 апр. 1844 — 1/19 окт. 1852).
  - 01.10.1852 — 10.07.1855 — Кухаренко, Яков Герасимович, генерал-майор, начальник войскового штаба, исправляющий должность наказного атамана Черноморского казачьего войска.
- 10.07.1855 — 12.09.1860 — Филипсон, Григорий Иванович, генерал-майор (с 23.09.1857 — генерал-лейтенант), наказный атаман Черноморского казачьего войска, с 1858 — командующий войсками правого крыла Кавказской линии и временно состоящий в звании наказного атамана Черноморского казачьего войска.
- 01.10.1860 — 05.05.1861 — Кусаков, Лев Иванович, генерал-майор, начальник штаба, исправляющий должность наказного атамана Черноморского казачьего войска.

19 ноября 1860 года Черноморское Казачье Войско упраздняется, на месте его создается Кубанское Казачье Войско.

## Кавказское линейное войско
- 25.06.1832 — 31.10.1837 — Верзилин, Пётр Семёнович, генерал-майор, наказный атаман Кавказского линейного казачьего войска.
  - 20.10.1837 — 31.10.1837 — Николаев, Степан Степанович, генерал-майор, исправляющий должность наказного атамана Кавказского линейного казачьего войска.
- 31.10.1837 — 08.02.1849 — Николаев, Степан Степанович, генерал-майор (с 11.04.1843 — генерал-лейтенант), наказный атаман Кавказского линейного казачьего войска.
- 08.02.1849 — 17.02.1852 — Круковский, Феликс Антонович, генерал-майор, наказный атаман Кавказского линейного казачьего войска (убит в делах с горцами 18.01.1852).
- 18.02.1852 — 15.05.1855 — князь Эристов, Георгий Романович, генерал-майор, наказный атаман Кавказского линейного казачьего войска.
  - лето 1853 — лето 1854 — Мейер, Мартин Мартинович,  полковник, начальник штаба при Эристове, временно исправляющий должность наказного атамана Кавказского линейного казачьего войска.
- 15.05.1855 — 19.11.1860 — Рудзевич, Николай Александрович, генерал-майор (с 18.02.1860 — генерал-лейтенант), наказный атаман Кавказского линейного казачьего войска.

19 ноября 1860 года Кавказское линейное казачье войско преобразовывается в Терское Казачье Войско, и штаб переносят из Екатеринодара во Владикавказ. Из него выделяют Хопёрский и Кубанский полки, которые объединяют с Черноморским Казачьем Войском в Кубанское Казачье Войско.

## Кубанское войско
- 19.11.1860 — 31.08.1861 — граф Евдокимов, Николай Иванович, генерал-адъютант, генерал-лейтенант, начальник Кубанской области и командующий войсками в оной.
- 31.08.1861 — 23.08.1863 — Иванов, Николай Агапович, генерал-майор, начальник Кубанской области и наказный атаман Кубанского казачьего войска.
- 23.08.1863 — 03.02.1869 — Сумароков-Эльстон, Феликс Николаевич, генерал-адъютант, генерал-лейтенант, начальник Кубанской области и наказный атаман Кубанского казачьего войска, командовавший расположенными в ней войсками.
- 03.02.1869 — 14.06.1873 — Цакни, Михаил Аргирьевич, генерал-лейтенант, начальник Кубанской области и наказный атаман Кубанского казачьего войска.
- 14.06.1873 — 23.04.1882 — Кармалин, Николай Николаевич, генерал-лейтенант, начальник Кубанской области и наказный атаман Кубанского казачьего войска.
- 29.01.1882 — 08.02.1884 — Шереметев, Сергей Алексеевич, генерал-адъютант, генерал-лейтенант, начальник Кубанской области и наказный атаман Кубанского казачьего войска.
- 24.03.1884 — январь 1892 — Леонов, Георгий Алексеевич, свиты Его Величества генерал-майор (с 30.08.1885 — генерал-лейтенант), начальник Кубанской области и наказный атаман Кубанского казачьего войска.
- 21.02.1892 — 26.10.1904 — Малама, Яков Дмитриевич, генерал-майор (с 14.05.1896 — генерал лейтенант), начальник Кубанской области и наказный атаман Кубанского казачьего войска.
- 11.11.1904 — 29.03.1906 — Одинцов, Дмитрий Александрович, генерал-лейтенант, начальник Кубанской области и наказный атаман Кубанского казачьего войска.
- 29.03.1906 — 03.02.1908 — Михайлов, Николай Иванович, генерал-лейтенант, начальник Кубанской области и наказный атаман Кубанского казачьего войска.
- 03.02.1908 — 26.03.1917 — Бабич, Михаил Павлович, генерал-лейтенант (с 17.11.1914 — генерал от инфантерии), начальник Кубанской области и наказный атаман Кубанского казачьего войска.
- 1917—1919 — Филимонов, Александр Петрович, генерал-лейтенант, начальник Кубанской области и войсковой атаман Кубанского казачьего войска.
- 1919—1920 — Успенский, Николай Митрофанович, генерал-майор, начальник Кубанской области и войсковой атаман Кубанского казачьего войска.
- январь 1920 — март 1920 — Букретов, Николай Андрианович, генерал-лейтенант, начальник Кубанской области и войсковой атаман Кубанского казачьего войска.
- март 1920 — Иванис, Василий Николаевич, Председатель Правительства Кубанского Края, Атаман Кубанского Казачьего войска. (Атаман Кубани по должности, принята в связи со сложением булавы Атаманом Букретовым). Дальнейшая последовательность передачи власти подлежит изучению.
- 1920—1954 — Науменко, Вячеслав Григорьевич, генерал-майор, войсковой атаман Кубанского казачьего войска (эмигрантский).
- 1990 — 15.02.2008 — Громов, Владимир Прокофьевич, казачий генерал, войсковой атаман Кубанского казачьего войска.
- 15.02.2008 - 25.01.2020 — Долуда, Николай Александрович, казачий генерал, войсковой атаман Кубанского казачьего войска.
- 27.01.2020 - 12.12.2020 - Перваков Николай Семенович, исполняющий обязанности войскового атамана Кубанского казачьего войска.
- 12.12.2020 и по наст.время - Власов Александр Иванович, войсковой атаман Кубанского казачьего войска.